# Hauptgefechtsstand Tessin

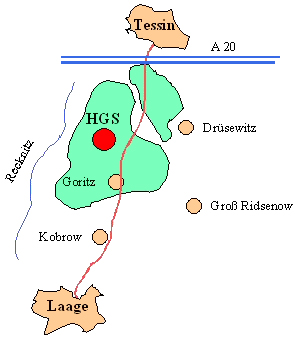
Lage des Hauptgefechtsstandes auf der Karte

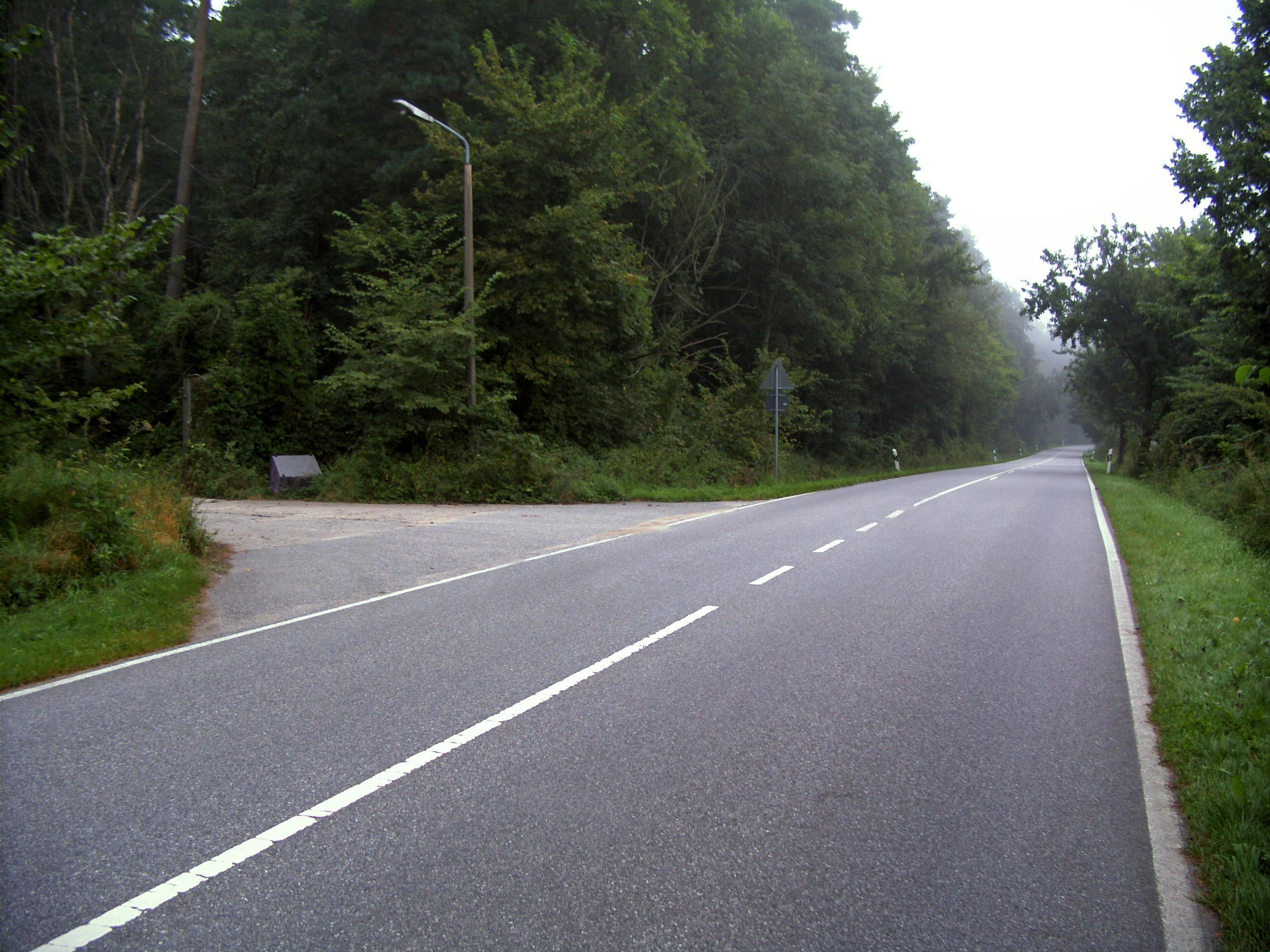
Einfahrt in das Waldgebiet zum HGS

Der Hauptgefechtsstand Tessin der Volksmarine befand sich in der Nähe der Ortschaft Drüsewitz, Gemeinde Selpin bei Tessin in Mecklenburg-Vorpommern. Es war die für den Kriegsfall gedeckt vorbereitete Führungsstelle des Kommandos der Volksmarine der DDR. In Friedenszeiten nutzte das Kommando den täglichen Gefechtsstand (TGS) in Rostock-Gehlsdorf.

## Bauwerk
Der Hauptgefechtsstand (HGS) der Volksmarine der DDR wurde in der ersten Hälfte der 70er Jahre als Bauvorhaben 16/001 errichtet. Seine Inbetriebnahme erfolgte am 1. Dezember 1974. Sein Standort, nahe der Ortschaft Drüsewitz an der Landstraße zwischen den Ortschaften Tessin und Laage in Mecklenburg-Vorpommern. Das Waldstück wurde als militärisches Sperrgebiet mit einem Doppelzaun umgeben und mit weiteren Sicherungsanlagen versehen.
Zentrum des Hauptgefechtsstandes war ein zweigeschossiger Bunker mit den Grundmaßen von rund 50 m × 57 m, der in der Schutzklasse „A“ nach NVA-Klassifizierung errichtet wurde, was bedeutet, dass die Schutzkonstruktion des Bauwerkes dem Überdruck aus einer Kernwaffendetonation von 25 kp/cm², annähernd der Waffenwirkung einer betonbrechenden Bombe von 2500 kg Sprengstoff, entsprach. Eines der Geschosse stellt ein Zwischengeschoss (Höhe 2 m) ohne technische Nutzung dar. Es befand sich unmittelbar unterhalb der Zerschellschicht des Bunkers, über dem 1. und 2. Untergeschoss. Es war mit einer Kiesschicht aufgefüllt.
Der Bunker wurde nach den Projektunterlagen des vorher errichteten Bunkers Hennickendorf gebaut, von dem bekannt ist, die erste Hauptführungsstelle des Ministeriums für Nationale Verteidigung der DDR gewesen zu sein.
An oberirdischen Gebäuden waren ein Unterkunfts- und Wachgebäude, eine Transformatorenstation sowie eine kleine kraftfahrzeugtechnische Basis. Ein weiteres Unterkunftsgebäude wurde im Zeitraum 1983/84 errichtet. Die Gebäude waren von der nahe vorbeiführenden Landstraße nicht einsehbar. Einzig ein Stahlgittermast (38 m) mit Antennensystemen überragte die Baumgipfel. Er ließ keine Schlussfolgerungen für die Rechtsträgerschaft des Areals zu, ähnelte einer posttypischen Anlage.

## Nutzung in der DDR-Zeit

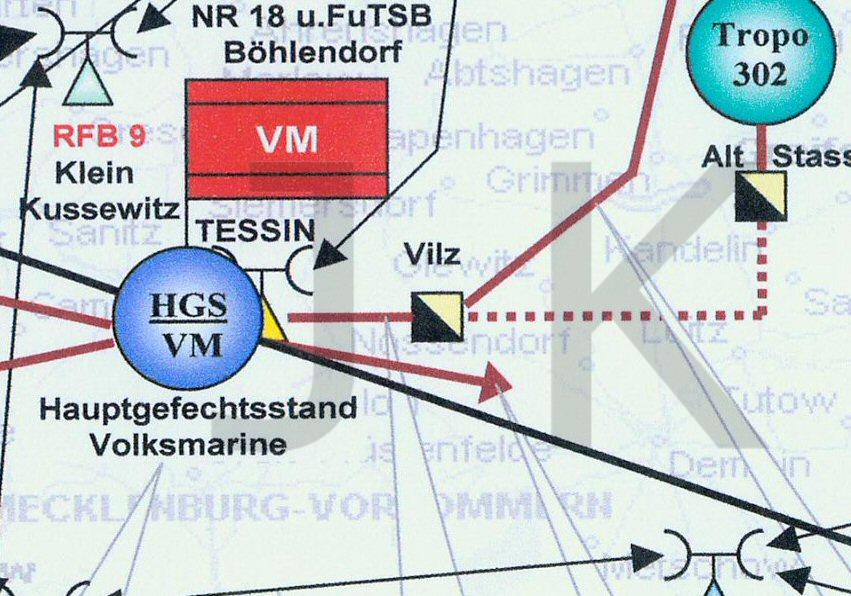
Auszug aus dem Schema der Nachrichtenverbindungen der Volksmarine der DDR

Das Militärobjekt mit dem Bunker wurde als gedeckt vorbereiteter Hauptgefechtsstand der Volksmarine der DDR genutzt. Er war mit allen erforderlichen operativen, technischen und allgemeinen Einrichtungen als Führungsstelle ausgerüstet und wurde in ständiger Bereitschaft zur Übernahme der Führung durch rund 300 Personen gehalten, die bis zu 20 Tagen autark hätten arbeiten können. Eine Wartungseinheit sicherte die ständige Einsatzbereitschaft.
Die Nachrichtenzentrale des HGS Tessin wurde im gedeckt vorbereiteten Nachrichtensystem der NVA mit der Bezeichnung „Hilfsnachrichtenzentrale 34“ (HNZ) geführt. Damit wurde dem technischen- und Betriebspersonal im Nachrichtensystem die Existenz des Hauptgefechtsstandes verschleiert. Von der Zentrale aus waren alle Funk-, Richtfunk- und drahtgebundenen Nachrichtenverbindungen der Führung im offenen und gedeckten Regime vorbereitet. In der Regel wurden alle Richtfunkverbindungen, einschließlicher derer in das Richtfunknetz der Partei aus dem Richtfunkknoten Böhlendorf betrieben. Über Fernmeldekabel waren die Richtfunkkanäle zum HGS geschaltet.
Zu allen nachgeordneten Nachrichtenzentralen im Führungssystem der Volksmarine, einschließlich der luftbeweglichen und schwimmenden Einheiten waren Verbindungen organisiert. Auf zentraler Ebene bestanden Nachrichtenverbindungen zum Ministerium für Nationale Verteidigung mit ihrer Hauptnachrichtenzentrale, den Stäben der Kommandos der Teilstreitkräfte, der Militärbezirke und zu den zusammenwirkenden Flottenkräften der Vereinten Streitkräfte. Über Fernmeldekabel und Schaltschächte war die Zentrale mit der Troposphärenfunkzentrale 302 und damit mit dem strategischen Troposphären-Nachrichtensystem „BARS“ des Warschauer Pakts verbunden.

## Nutzung nach der Wiedervereinigung
Die Bunkeranlage ging mit der Auflösung der NVA in den Bestand der Bundeswehr über, die die Anlage nicht mehr nutzte. Nach Aussagen von Zeitzeugen wurde die Bunkeranlage vollständig ausgeräumt, im Jahre 1993 endgültig verschlossen. Unberechtigte Einstiege in den Bunker mit Gefahren für Leib und Leben für Personen begegnete die Bundeswehr mit der Verfüllung aller Zugänge und Öffnungen mit Flüssigbeton, nachweisbar beim Haupteingang des Bunkers, den Notausstiegen in den Überbauten der Notausgänge, Abgaseinrichtung der Notstromversorgung, den Durchführungen für Antennen-, Steuer- und Stromleitungen. Der gesamte Waldabschnitt wurde in zwei Teile aufgeteilt, versteigert und ging im Jahre 2007 in Privatbesitz über. Ein Abschnitt umfasst alle oberirdischen Gebäude, der andere das Gelände mit der Bunkeranlage. Im Juni 2011 wurde der Bunker vorübergehend geöffnet. Die Aussagen der Zeitzeugen fanden keine Bestätigung.

## Bilddokumente

Der Hauptgefechtsstand (HGS) 2007
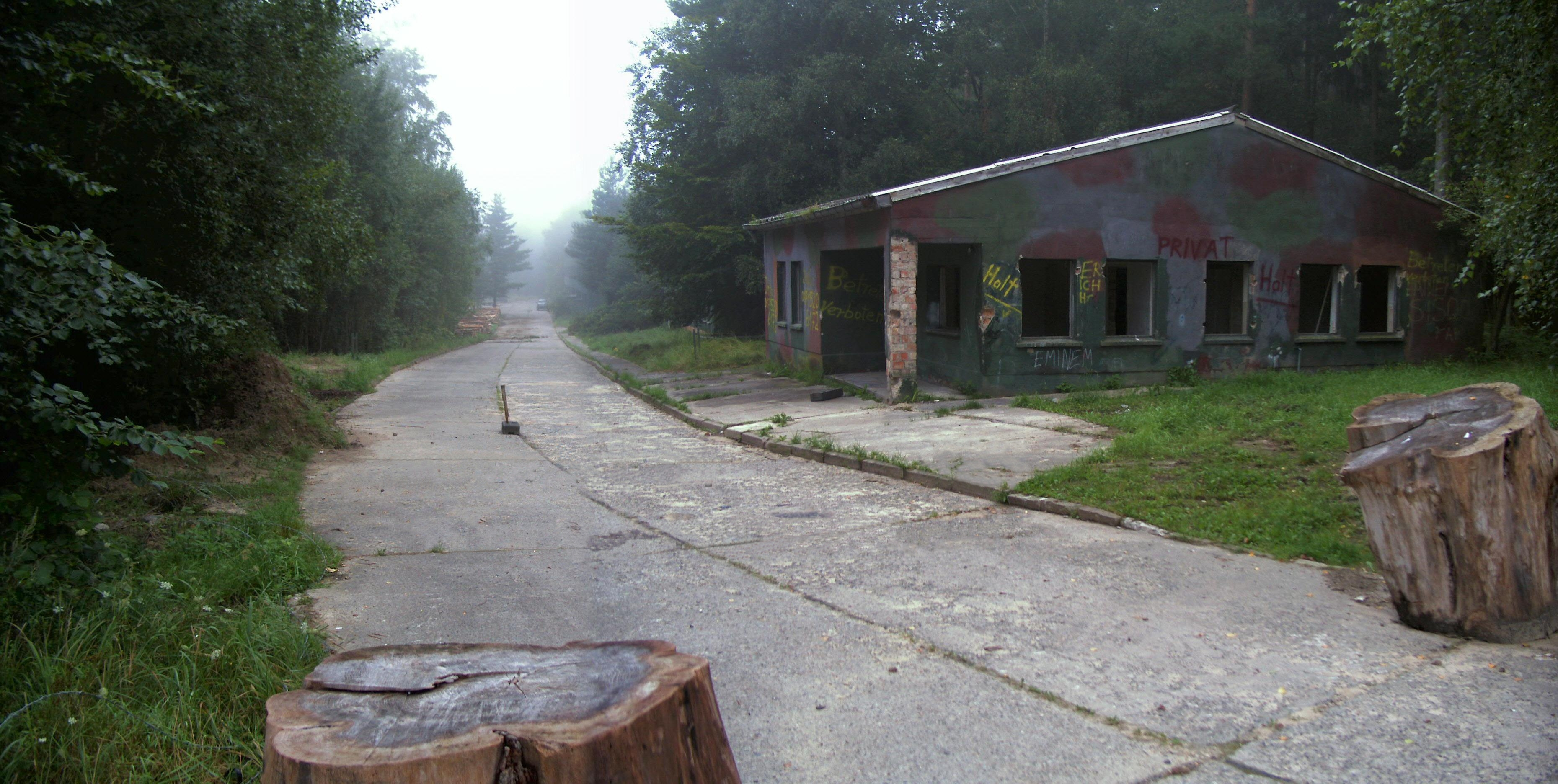
Einfahrt HGS
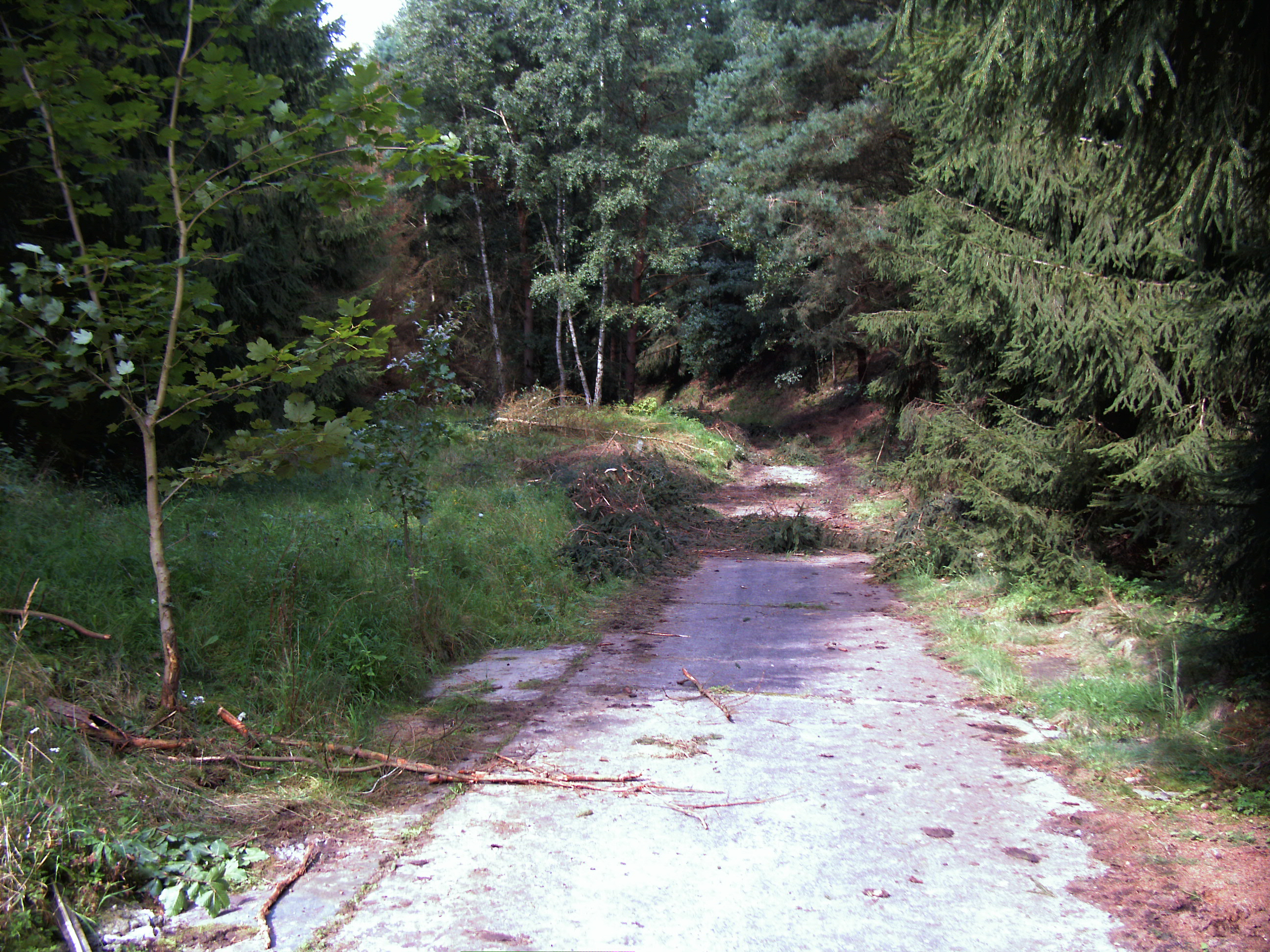
Blick auf den Bunkereingang
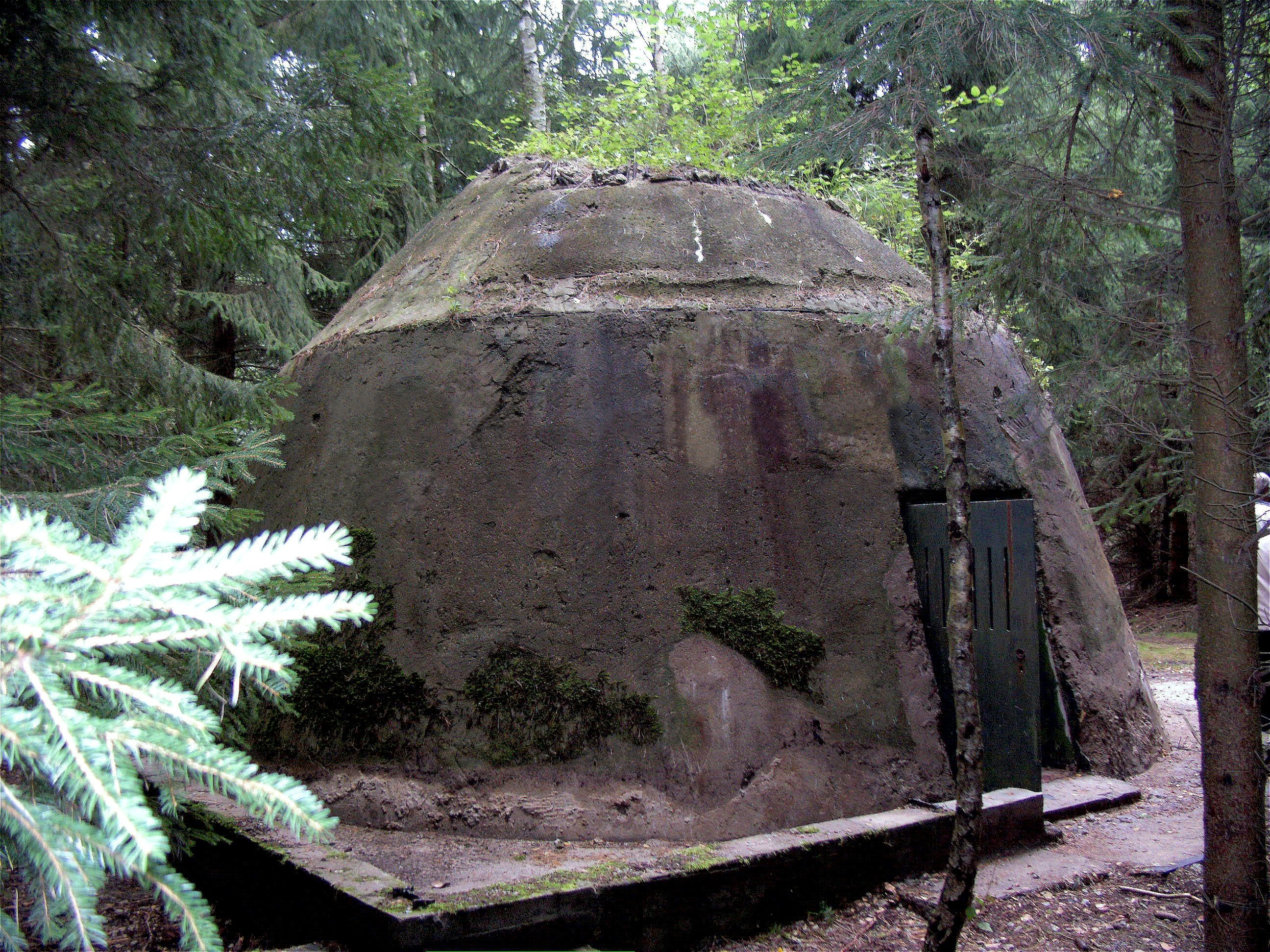
Einer von zwei Notausstiegen aus dem Bunker
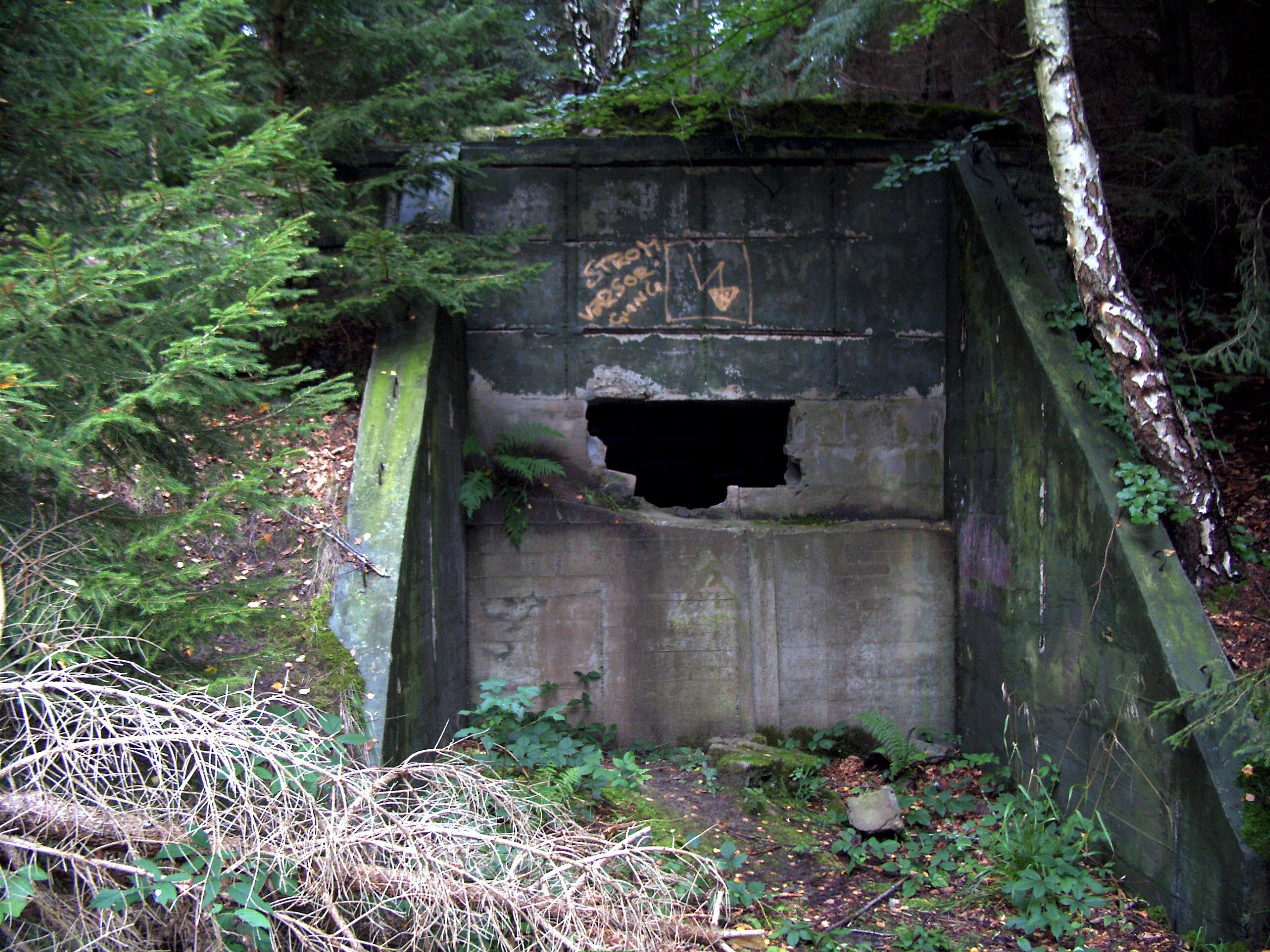
Fernmeldekabel- einführung
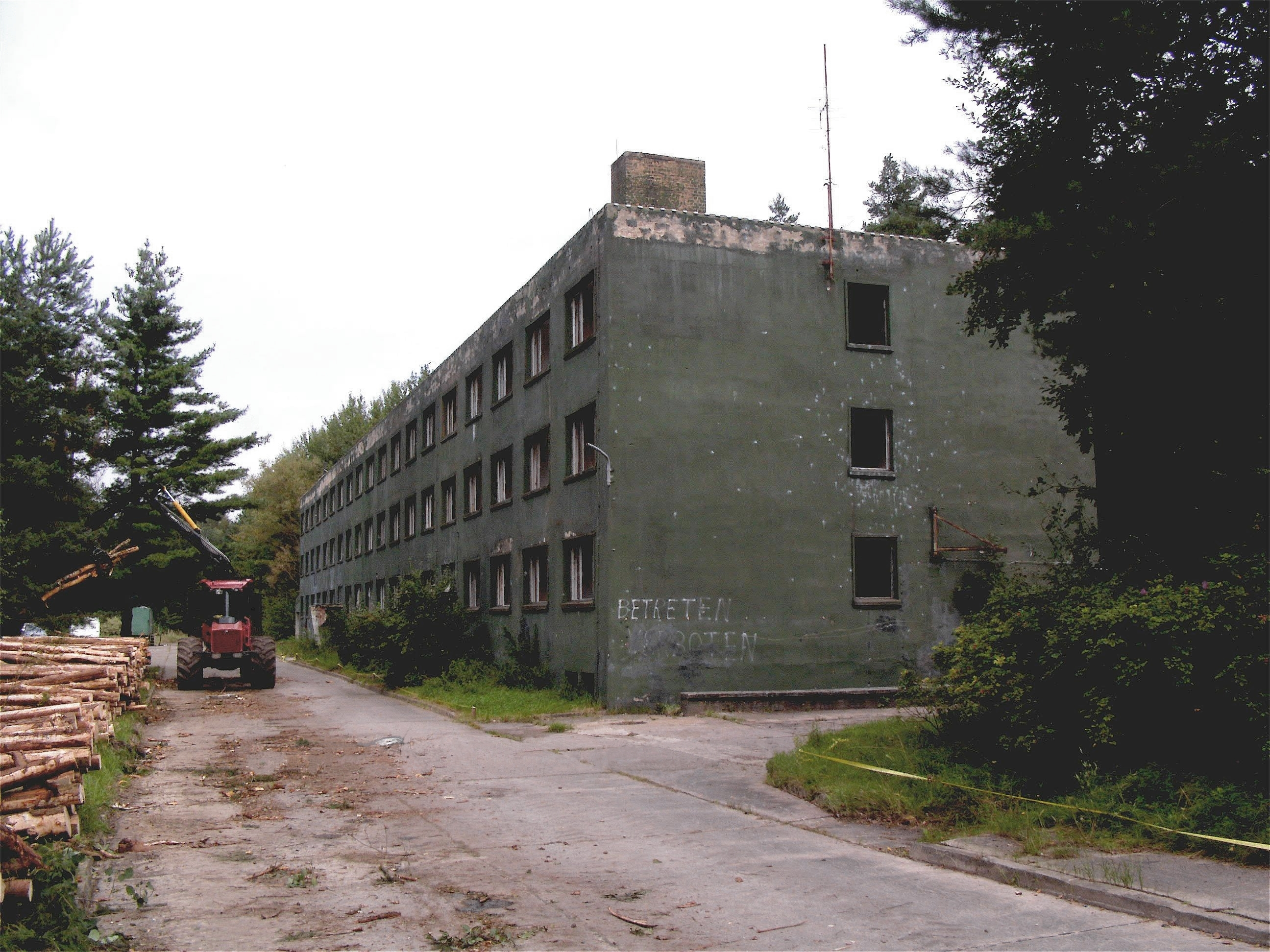
1. Unterkunftsgebäude, erbaut im Rahmen des Bv 16/001
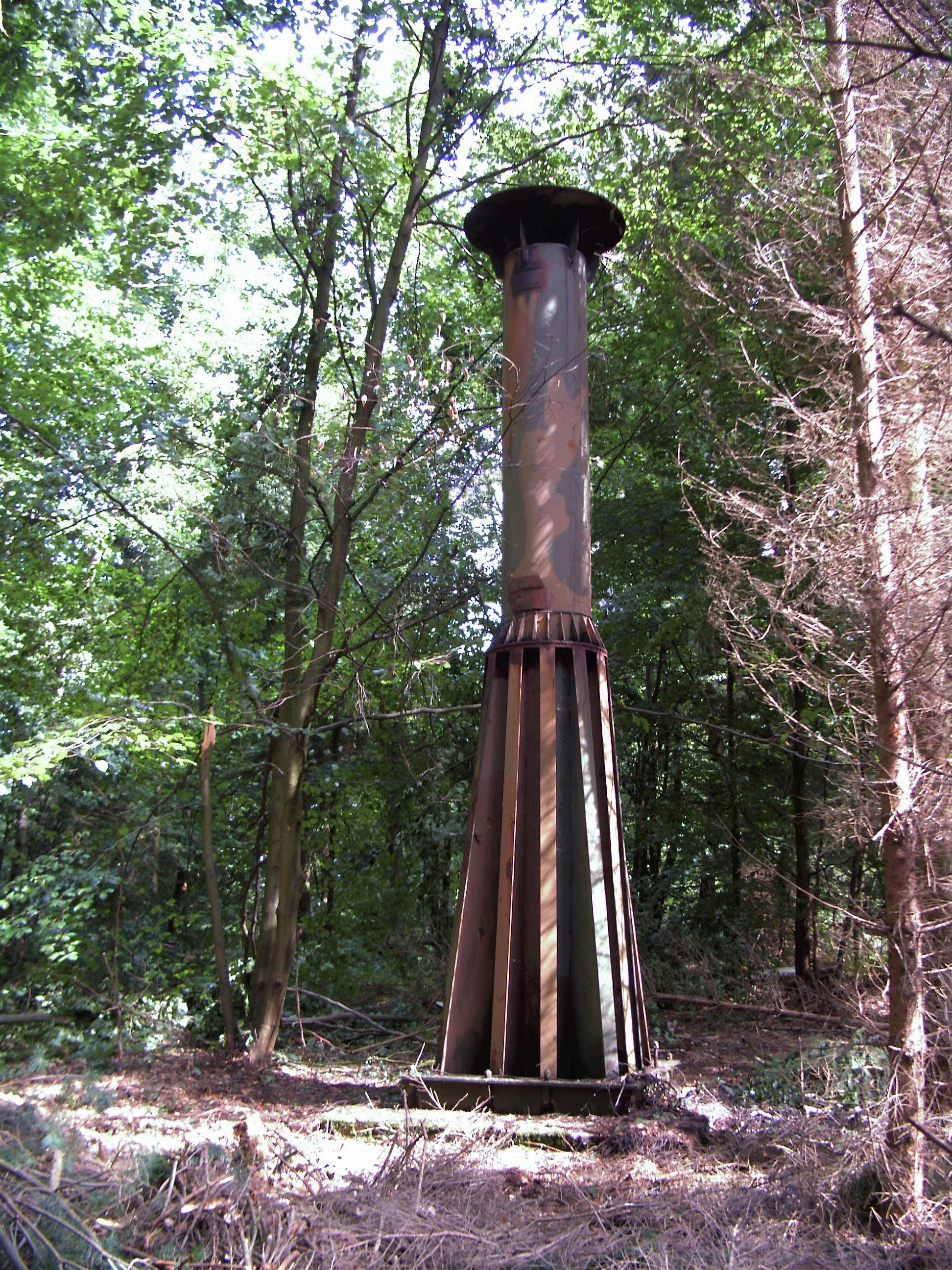
Abgasanlage der Notstromversorgung
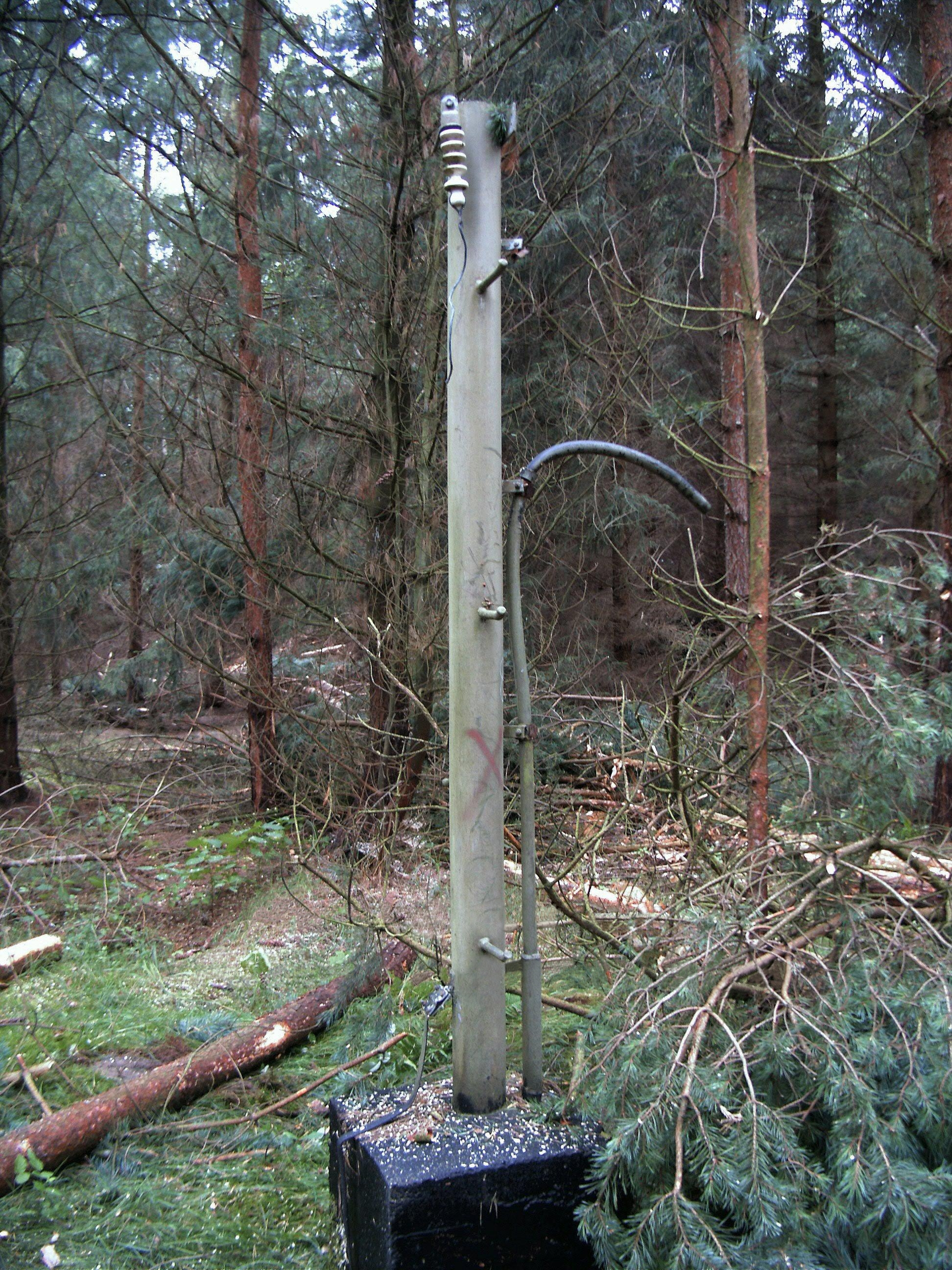
Reste einer Antennenanlage
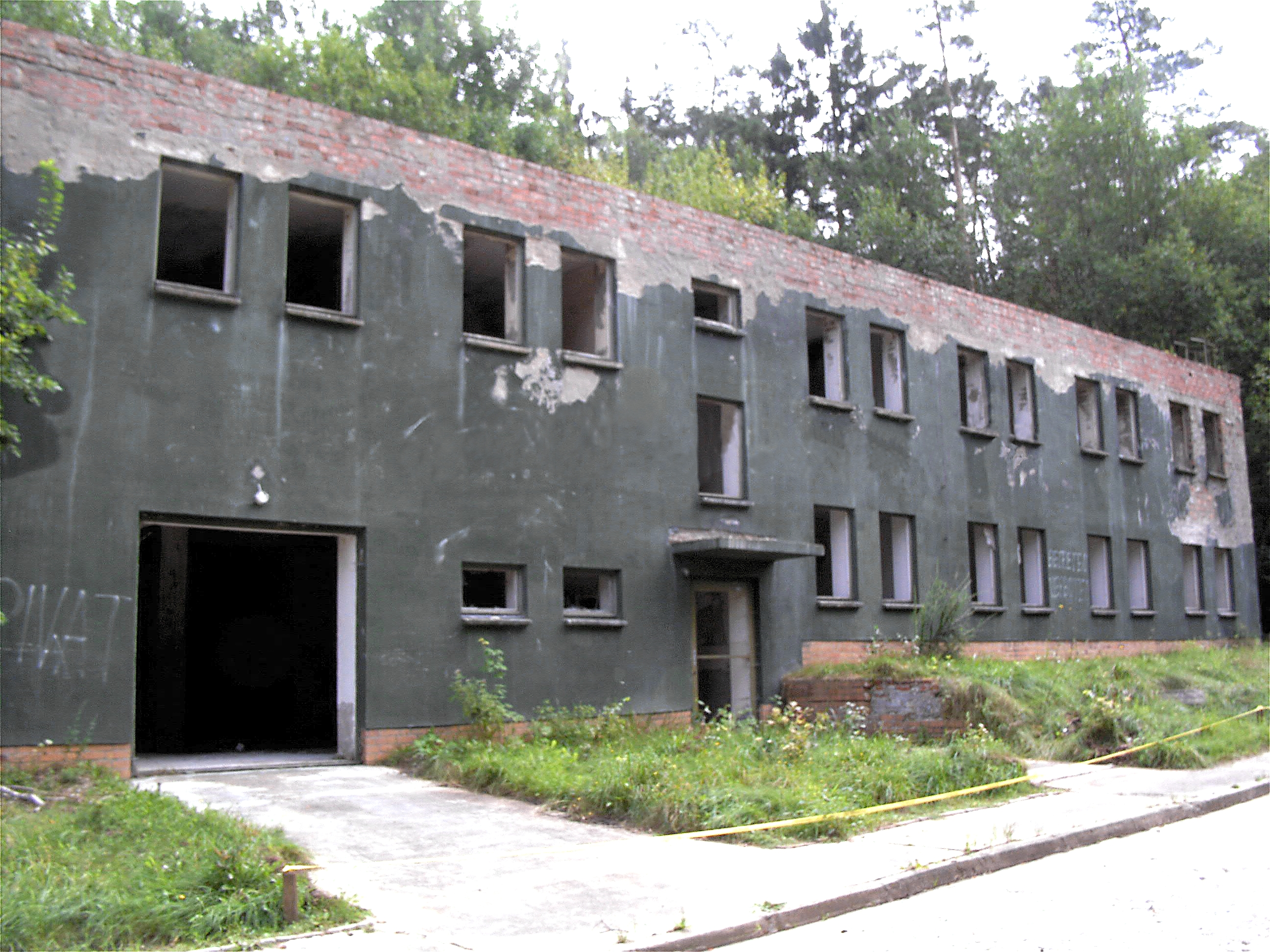
2. Unterkunftsgebäude, erbaut 1983/84